# لاسلو كيس
لاسلو كيس (بالمجرية: Kiss László)‏ هو مجدف مجري، ولد في 17 مايو 1951 في بودابست في المجر.

## وصلات خارجية
- لاسلو كيس على موقع الاتحاد الدولي للتجديف (الإنجليزية)
- لاسلو كيس على موقع أوليمبيديا (الإنجليزية)